# Marit Røsberg Jacobsen
Marit Røsberg Jacobsen, född 25 februari 1994 i Narvik, är en norsk handbollsspelare. Hon spelar som högersexa.

## Klubbkarriär
Marit Røsberg Jacobsen började sin handbollskarriär i Ankenes HK och spelade sedan för Charlottenlund SK till 2011. 2011 till 2014 spelade hon för Selbu IL. 2014 till 2018 var hon spelare för norska elitklubben Byåsen IL. Hon spelar sedan 2018 för Team Esbjerg och vann danska mästerskapet med klubben 2020 och 2023. I EHF-cupen 2019 tog sig Team Esbjerg till finalen men förlorade denna. 2024 vann hon brons i EHF Champions League med Esbjerg.

## Landslagskarriär
Marit Røsberg Jacobsen spelade i de norska ungdomslandslagen och tog med U17-landslaget EM-brons 2011, och VM-brons 2012 med U18-landslaget. Hon representerade även Norge i U19-EM i handboll för damer 2013 där hon kom på fjärde plats, och i U20-VM för damer 2014 där hon tog silvermedalj.
Marit Røsberg Jacobsen debuterade i det norska landslaget den 1 juni 2016. Främsta meriterna är en silvermedalj i VM 2017 och guld 2021. Hon har en guldmedalj i EM från 2020, och en bronsmedalj i OS 2020 i Tokyo med norska landslaget. 2024 var hon med och vann OS-guld med Norge i Paris.

## Meriter i klubblag
- EHF Champions League:  2024
- EHF Cupen  2019
- Danska mästerskapet  2020, 2023 och 2024
- Danska Cupen:  2021 och 2022

## Individuella utmärkelser
- All-Star högersexa i ungdoms-VM: 2012
- All-Star högersexa i norska eliteserien säsongen 2015/2016 och 2017/2018
- All-Star högersexa i Damehåndboldligaen säsongen 2018/2019 och 2019/2020